# Yahoo User Interface Library
Die Yahoo User Interface Library (YUI Library) ist ein freies JavaScript-Webframework zur Erstellung von interaktiven Webanwendungen. Techniken wie Ajax und Dynamic HTML werden dabei benutzt. YUI ist unter einer BSD-Lizenz erhältlich.

## Funktionen
YUI bietet vielfältige Funktionen und ist zur besseren Übersicht in verschiedene Bereiche gegliedert. Die übergeordneten Komponenten der Version 3 sind Core, Infrastructure, Developer Tools, Utilities, CSS und Widgets.
Die Core-Komponente bietet grundlegende Möglichkeiten des DOM-Scriptings und die Arbeit mit Events wie Mausklicks oder Tastaturanschlägen. Infrastructure stellt mehrere YUI-Basisklassen zur Verfügung.
Die Developer Tools beinhalten eine Konsole, über die Nachrichten des YUI-eigenen Loggings ausgegeben werden können, sowie einen Profiler und die Möglichkeit, Unit Tests für JavaScript-Code zu erstellen.
Utilities beinhaltet eine Vielzahl unterschiedlicher Hilfsfunktionen. Beispiele hierfür sind ein Rich Text Editor, die Unterstützung von drag and Drop, der Resizer mit dem Blockelemente als im Browser vom Anwender frei skalierbar definiert werden können, oder die Funktionen für die Arbeit mit dem Datenaustauschformat JSON.
Die Komponente CSS zielt auf die Arbeit mit Cascading Style Sheets ab. Sie bietet in erster Linie ein Reset-Stylesheet durch YUIs einheitliche Stilvorgaben an, so dass individuelle Anpassungen einfacher werden.
Widgets bietet fertige, anpassbare Seitenelemente wie einen Kalender zur Datumsauswahl oder ein Slider-Element, das die Werteauswahl für den Benutzer gegenüber den herkömmlichen HTML-Formularelementen vereinfachen kann.

## Browserkompatibilität
Die YUI-Entwickler entwickeln das Framework unter der Maßgabe, dass es in möglichst vielen Browsern anwendbar sein soll, und verfolgen dazu eine Strategie für „graded browser support“.

## Auslieferung
Für den produktiven Einsatz können einige Versionen von YUI über die Content Delivery Networks von Yahoo oder Google ausgeliefert werden, je nach Anbieter und Variante auch mit verschlüsselter Übertragung oder in komprimierter Form.

## Geschichte
Das YUI-Library-Projekt wurde von Thomas Sha gegründet und intern von Yahoo-Mitbegründer Jerry Yang finanziert.
Die Entwicklung begann im Jahre 2005 und Yahoo-Dienste wie My Yahoo und die Yahoo-Website begannen im Sommer desselben Jahres YUI zu nutzen. Im Februar 2006 wurde es unter der BSD-Lizenz freigegeben.
Zu Beginn wurde YUI von Yahoo intern weiter entwickelt. Seit Januar 2009 kann auch die Entwickler-Community an YUI mit Hilfe von GitHub zur Weiterentwicklung beitragen. Im September 2009 wurde die neu entwickelte Version 3 veröffentlicht.
Im August 2014 kündigte Yahoo an, die Weiterentwicklung von YUI nicht länger zu unterstützen.

## YUI Theater
Das YUI Theater ist ein von Eric Miraglia organisiertes Bildungsprogramm, das in über 50 von namhaften Personen wie Nicholas Zakas, John Resig oder Douglas Crockford gehaltenen Vorträgen Wissenswertes über JavaScript und Web-Entwicklung bereitstellt. Entstanden ist es als Vortragsreihe rund um YUI, befasst sich aber mittlerweile mehr mit allgemeinen Themen rund um JavaScript.